# Religioni in Corea del Nord
| Fede          | Fede          |  | Percentuale | Percentuale |
| ------------- | ------------- |  | ----------- | ----------- |
| Irreligiosità | Irreligiosità |  | 64,3%       | 64,3%       |
| Sciamanesimo  | Sciamanesimo  |  | 16,0%       | 16,0%       |
| Ceondoismo    | Ceondoismo    |  | 13,5%       | 13,5%       |
| Buddhismo     | Buddhismo     |  | 4,5%        | 4,5%        |
| Cristianesimo | Cristianesimo |  | 1,7%        | 1,7%        |

Tradizionalmente le forme religiose presenti in Corea del Nord consistevano principalmente di buddhismo, confucianesimo e sciamanesimo coreano; a partire dall'arrivo degli europei nel XVIII secolo s'installò anche una minoranza di credenti cristiani. Nuovi tipi di dottrine e pratiche religiose sono sorte nel corso del XIX-XX secolo, tra i più importanti dei quali vi è il ceondoismo, basato in parte sullo sciamanismo tradizionale.
Oggigiorno la Corea del Nord è ufficialmente uno stato ateo (vedi ateismo di Stato), in cui una gran parte maggioritaria della popolazione non si considera in alcun modo religiosa. Il governo vede qualsiasi attività religiosa organizzata come potenziale sfida alla propria sovranità.

## Demografia religiosa
La popolazione è stimata in poco meno di 23 milioni di abitanti; il numero dei credenti rimane sconosciuto, ma è stato stimato da fonti governative esservi almeno 10.000 cristiani che seguono il protestantesimo, 4 000 il cattolicesimo ed almeno 100 000 il buddhismo: le stime di gruppi affiliati a tali religioni operanti in Corea del Sud sono notevolmente superiori. Inoltre il Partito Chondoista Chongu (Partito dei Giovani Amici del Cammino Celeste), un'affiliazione approvata dal governo sulla base d'un movimento religioso tradizionale - per l'appunto il ceondoismo succitato - ha avuto circa 40.000 praticanti. Secondo il "Religious Intelligence" operante in Regno Unito la situazione religiosa in Corea del Nord è la seguente:
- Irreligiosi 64,3%: la stragrande maggioranza dei quali seguaci della filosofia Juche (termine col quale si designa l'ideologia ufficiale del Paese)
- Sciamanesimo coreano 16%
- Ceondoismo 13,5%
- Buddhismo 4,7%
- Cristianesimo 1,7%: in maggioranza protestanti e in minoranza cattolici

## Conflitto con l'ideologia di Stato e campagna anti-religiosa
Il culto della personalità, assieme con la dottrina dell'autosufficienza (Juche), ha portato ad una sostituzione volontaria delle religioni fiorenti nel Nord prima dell'ascesa dello stalinismo. Secondo vari osservatori che si occupano di diritti umani questo cambiamento di regime ha messo fine alla totalità delle attività religiose libere e di come il governo abbia durante gli anni sponsorizzato solo certi specifici gruppi religiosi, scelti, secondo la CIA, per creare l'illusione di una certa libertà religiosa: è in ogni caso improbabile che l'annullamento nel 1992 di una clausola costituzionale che esplicitamente vietava le attività religiose abbia condotto ad un'approvazione di fatto dell'opposizione religiosa. L'ideologia ufficiale dello Stato è essa stessa radicata in una sintesi dei vari credi religiosi presenti prima dell'occupazione alleata.
Risulta molto difficoltoso per gli osservatori esterni sapere con precisione cosa sia accaduto alle realtà specifiche dei vari enti religiosi negli ultimi 60 anni a causa dell'estremo isolamento dello Stato. Di conseguenza esistono interpretazioni anche molto differenti tra gli accademici su quel che succede da decenni a questa parte. Una di queste interpretazioni afferma che tutte le attività religiose hanno cominciato ad esser perseguitate e via via eliminate a partire dal momento della presa del potere da parte di Kim Il-sung, solo per esser riprese in parte nei tempi recenti in quanto parte di propaganda politica. Altri dichiarano invece che le autentiche forme religiose sono riuscite a sopravvivere e che sono state veramente rilanciate negli ultimi decenni.
Kim Il-sung ha più volte fortemente criticato la religione in generale nei suoi scritti e da sempre la propaganda sia letteraria che cinematografica nordcoreana ha presentato la fede in luce negativa. La filosofia Juche ha spesso preso il posto della religione cercando d'insegnare ai nordcoreani di veder ed intender la religione come un vero e proprio delirio antiscientifico. L'attacco alla religione fu fortemente basato sull'idea ch'essa fosse stata utilizzata come strumento dai vari imperialisti succedutisi nel tempo in Corea; i cristiani in particolare sono criticati per aver collaborato con le forze filo-occidentali delle Nazioni Unite durante la guerra di Corea (1950-1953) contro il comunismo.
Prima della guerra la comunità cristiana nella penisola era maggiormente concentrata al Nord, cosicché a seguito del conflitto moltissimi di loro sono dovuti fuggire al Sud; alcune interpretazioni hanno considerato che, essendo la comunità cristiana generalmente appartenente ad una classe socio-economica più elevata rispetto al resto della popolazione, tale fatto può aver contribuito alla decisione di emigrare al Sud (per paura di persecuzioni causate proprio da una tale situazione di fatto). La distruzione su larga scala causata dagli attacchi aerei e le enormi sofferenze vissute durante la guerra può anche aver contribuito allo svilupparsi di un odio istintivo nei confronti del cristianesimo inteso come religione d'appartenenza degl'invasori statunitensi.
La fede religiosa in generale è stata attaccata negli anni successivi come uno dei principali ostacoli alla costruzione del socialismo; molte persone si sono trovate in tal modo costrette ad abbandonare le loro precedenti credenze per adeguarsi alla nuova realtà dei fatti esistente nel Paese. Sulla base delle testimonianza successive alla guerra, nonché su testimonianze date da disertori, la Corea del Nord è stata dichiarata essere l'unico Stato al mondo ad aver debellato e sradicato completamente la religione fin dagli anni '60 del XX secolo. La dirigenza nordcoreana non ha mai fatto un'esplicita dichiarazione politica pubblica nei riguardi della questione religiosa, il che conduce ad una speculazione rimasta ancor oggi irrisolta tra gli studiosi del fenomeno su quale sia effettivamente stata l'autentica posizione del governo nel corso degli anni.

## Religioni
Tradizionalmente la vita religiosa in Corea del Nord è sempre stata del tutto simile a quella della Corea del Sud, con la quale ha costruito un unico Paese fino al 1948. La maggior parte della popolazione era costituita da buddhisti e muisti/sciamani, anche se vi erano minoranze considerevoli di cristiani e seguaci della forma sincretica detta poi ceondoismo.

### Buddhismo

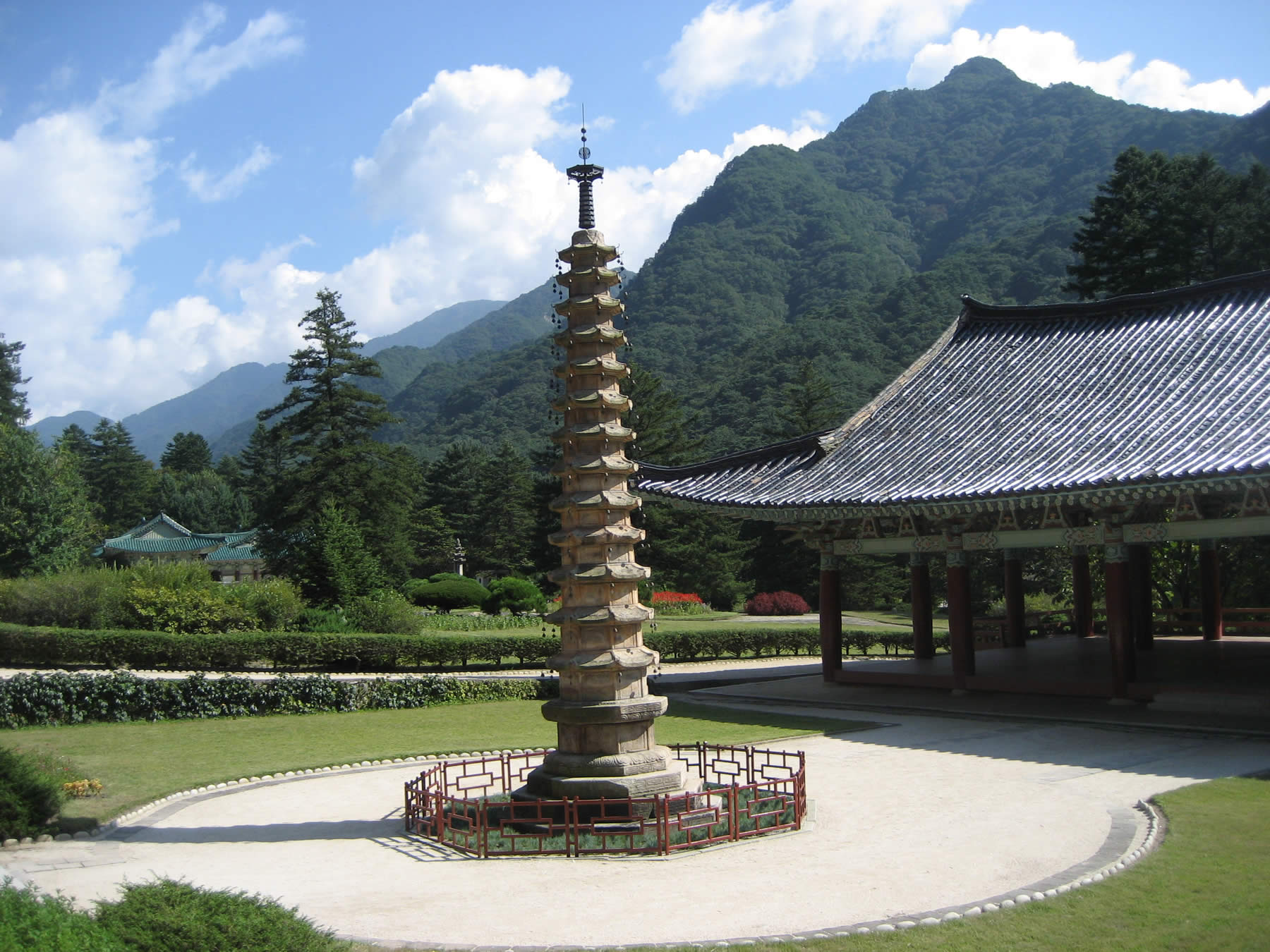
Tempio buddista Pohyon, monte Myohyang.

Il buddhismo, nelle sue forme organizzate, può esser applicato solo sotto gli auspici del funzionario coreano della "Federazione buddhista" essenzialmente incorporata nell'apparato statale; in Corea del Nord il monaco buddhista è un dipendente statale che ottiene un salario per il proprio sostentamento, il tutto dopo aver richiesto e ottenuto l'autorizzazione a praticare la dottrina. A partire dal 2009 il leader della federazione è Yu Yong-sun.
Vi sono circa 300 templi buddhisti sparsi per tutto il Paese, uno dei più importanti è quello Pohyonsa fondato nell'XI secolo nella città di Hyangsan; ma la maggior parte di essi sono veduti come reperti culturali d'un tempo passato, piuttosto che come luoghi di culto attivi a tutti gli effetti. Al buddhismo vengono concessi limitati finanziamenti dal governo centrale, in quanto ha storicamente giocato un ruolo fondamentale nella cultura tradizionale coreana; se la cavano quindi un po' meglio dei cristiani i quali si trovano ad affrontare gravi discriminazioni da parte dell'autorità. Inoltre, almeno ufficialmente, esiste un unico collegio triennale per la formazione del clero buddhista.
Una limitata - per quanto possibile - rinascita della dottrina buddhista è apparentemente in corso; ciò include l'istituzione d'un'accademia dedicati agli studi buddisti più approfonditi, oltre che una traduzione in 25 volumi delle scritture del Tripitaka. Nonostante tutto questo a pochissimi templi buddhisti viene concesso di svolgere veri e propri servizi religiosi; recentemente comunque ad alcuni capi buddhisti sudcoreani è stato concesso di recarsi in Corea del Nord per partecipare a cerimonie religiose e nel complesso le organizzazioni buddhiste della Corea del Sud hanno svolto un ruolo alquanto importante nel dar aiuto ai civili e per aver svolto passi a favore d'un'eventuale riunificazione pacifica della penisola coreana.

### Ceondoismo
Il ceondoismo o cammino celeste si è sviluppato ed è cresciuto a partire dal precedente movimento accademico neo-confuciano detto Tonghak/Dhonghak fondato nel 1860 da Choe Je-u. Esso tende a sottolineare la natura divina di tutte le persone e vi si possono trovare elementi di sincretismo provenienti in egual misura dal buddhismo, dallo sciamanesimo coreano, dal confucianesimo e finanche dal cristianesimo; è l'unica forma religiosa ufficialmente accettata dal comunismo di Stato e che rappresenta una parte considerevole degli abitanti del Paese.

### Sciamanesimo
Lo sciamanismo o muismo operante in Corea è la più antica religione della popolazione della penisola ancor oggi praticata; successivamente influenzato sia dal buddhismo che dal confucianesimo proveniente dalla Cina.

### Cristianesimo
Il primo missionario cristiano, un cattolico, è giunto nella penisola coreana nel 1785; poiché la diffusione del cristianesimo è stata subito vietata, il numero dei cattolici non è stato mai superiore alle 20 000 unità per tutto il XIX secolo. Questo fino a quando il Paese non ha lanciato la sua politica della porta aperta coi Paesi occidentali, nel 1881. Infine nel 2013, secondo un'organizzazione cristiana statunitense (la "Open Doors"), per l'undicesimo anno consecutivo la Repubblica Popolare Democratica di Corea si è piazzata al 1º posto come Paese in cui vige la peggior persecuzioni anti-cristiana per motivi prettamente religiosi.

### Islam
Vi si trova solo una moschea sciita a Pyongyang, costruita su richiesta dell'ambasciatore iraniano.